# Hiroaki Takahashi
Hiroaki Takahashi –en japonés, 高橋 宏明, Takahashi Hiroaki– (12 de abril de 1976) es un deportista japonés que compitió en judo. Ganó dos medallas en el Campeonato Asiático de Judo en los años 1999 y 2005.

## Palmarés internacional
| Campeonato Asiático | Campeonato Asiático  | Campeonato Asiático | Campeonato Asiático |
| Año                 | Lugar                | Medalla             | Categoría           |
| ------------------- | -------------------- | ------------------- | ------------------- |
| 1999                | Wenzhou (China)      | Medalla de oro      | +100 kg             |
| 2005                | Taskent (Uzbekistán) | Medalla de plata    | Abierta             |